# Apatura semialba
Apatura semialba är en fjärilsart som beskrevs av Cabeau 1913. Apatura semialba ingår i släktet Apatura och familjen praktfjärilar. Inga underarter finns listade i Catalogue of Life.